# ロシーユ・ド・ブロワ
ロシーユ・ド・ブロワ（Roscille de Blois, 925年頃 - 没年不詳）は、ブロワ副伯ティボー・ランシェンとその妻リシルド・デュ・メーヌ（リシルド・ド・ブールジュ）の長女。

## 生涯
ブロワ伯ティボー1世の異母妹に当たる。
歴史学上用いられているロシーユという名は彼女はカペー朝の年代記『ティボー・ル・トリシェール（詐欺師伯）』の中で便宜上名付けられた仮名であり、正確な名は伝わっていない 。名をアデライードとされることもある。
ナント年代記には初婚の夫、ブルターニュ公アラン2世バルベトルト（捩髭公）と結婚した際の彼女の名前と正確な年月日が記録されていないが、結婚しブルターニュ公妃であったことは明記されている。
歴史家アルトゥール・ド・ラ・ボルドリー(英語)は、ロシーユの歴史的資料に本名の記録はないが、2人の婚約と結婚式はブロワ城とナントで行われたと推定している。
結婚後、およそ950年ごろにロシーユはアラン2世との間に1人息子のドロゴをもうけている。
アラン2世とは952年ごろに死別し、まだ幼少であった息子ドロゴがブルターニュ公位とナント伯位を相続し、ロシーユの兄ティボー1世がブルターニュの摂政となり、ブルターニュを支配した。
未亡人となったロシーユは、ティボー1世の命で、アンジュー伯フルク2世とすぐに再婚した。
ドロゴは958年にアンジェにて幼くして不審死を遂げている（恐らく継父フルク2世による毒殺）。
ドロゴの死後、ロシーユの夫フルク2世が摂政となり、960年までナントを治めた。その後はアラン2世の庶子でドロゴの異母兄に当たるオエル1世がブルターニュ公位を継承した。
ロシーユの正確な没年月日は不明である。